# Harley-Davidson Confederate Edition
 (avril 2023).
La gamme Harley-Davidson Confederate Edition était une série de motos en édition limitée construites par Harley-Davidson en 1977. Elle fut commercialisée à la suite du succès de la série « Liberty Edition » commémorant le bicentenaire des États-Unis en 1976. Les motos arboraient une peinture spéciale gris métallisé, un drapeau «rebelle» confédéré en décoration sur le réservoir de carburant et des tresse de manche de sabre d'un général de l'armée sur le garde-boue avant. Les modèles étaient des Super Glide, FLH Electra Glide, Harley-Davidson Sportster XLH, XLCH et XLT.
Chris MacMahan de Motorcycle Classics pense que la Confederate Edition s'est vendue en petit nombre par une combinaison de manque de promotion significative (éclipsées par le FXS Low Rider et le XLCR présentés la même année), une peinture banale par rapport aux tendances en matière de peinture métallisée plus valorisantes et un marché limité. L'utilisation du drapeau confédéré est maintenant controversé. 
Cette série n'est pas exposée au musée Harley-Davidson de Milwaukee mais conservée dans les archives de l'entreprise dans un bâtiment situé dans l'enceinte du musée. En 1993, Harley-Davidson décida d'interdire l'utilisation du drapeau confédéré par les entreprises et les revendeurs indépendants en relation avec la marque . Harley-Davidson a ensuite changé cette politique et annoncé que les concessionnaires locaux pourraient décider eux-mêmes d'utiliser ou non ces emblèmes .
Gene Perryman, un archiviste de Harley-Davidson, a répertorié les numéros des modèles de la Confederate Edition (publiés dans Old Bike Journal, février 1995). Le numéro décrivait également le rare matériel promotionnel de la Confederate Edition Sportster comprenant un modèle dans un chapeau de cow-boy avec un drapeau confédéré.
En raison de la faiblesse de la production, ces modèles sont peut-être les plus rares pour un collectionneur Harley-Davidson .

## Production de la Confederate Edition
Chiffres par modèles :
- FLH Electra Glide = 44
- Super Glide = 228
- XLH Sportster = 299
- XLCH Sportster = 45
- XLT Sportster = 15
- FLHS =15